# 戈羅季謝 (科列茨區)
50°37′16″N 26°52′29″E / 50.62111°N 26.87472°E
戈羅季謝（烏克蘭語：Городище），是烏克蘭西北部的村莊，隸屬里夫內州的里夫內區。該村始建於1240年，面積1.77平方公里，2001年人口397，人口密度每平方公里224.2人。